# Franz Carl Gerster
Franz Carl Gerster (* 25. August 1853 in Regensburg; † 30. Mai 1929 in Braunfels) war ein deutscher Mediziner.

## Leben
Franz Carl Gerster war ein Sohn des Arztes Karl Gerster und der Maria Thoma. Er besuchte das Humanistische Gymnasium Regensburg und studierte von 1871 bis 1876 an der polytechnischen Schule München Ingenieurwissenschaften. 1872 wurde er dort Mitglied des Corps Franconia. 1876 schloss er das Studium als Ingenieur für Eisenbahnbau ab und wurde Assistent bei der geologischen Landesaufnahme Bayerns am Oberbergamt München. Parallel hierzu studierte er von 1876 bis 1880 in München Naturwissenschaften. 1878 wurde er zum Dr. phil. promoviert. 1880 begann er in München das Studium der Medizin. 1883 studierte er in Paris und London. 1884 legte er in München das medizinische Staatsexamen ab und wurde zum Dr. med. promoviert. Gerster heiratete 1888 Marie Fellheimer, sie hatten fünf Kinder. 1890 wurde er die Herausgeber der Monatsschrift Hygieia. Ab 1893 war er als Besitzer und Leiter einer Kurpension Kurarzt und Fürstlich Solms'scher Leibarzt in Braunfels.
Zwei Jahre vor dem Psychiater Bernhard von Gudden verfasste Gerster ein Gutachten über König Ludwig II. Gerster untersuchte den bayerischen König am 5. Februar 1884 wegen einer Zahnerkrankung.
Gerster war ein Protagonist der Verwissenschaftlichung der Psychotherapie und der physikalisch-diätetischen Therapie als Fachrichtungen der Humanmedizin.

## Auszeichnungen
Franz Carl Gerster wurde zum Geheimen Sanitätsrat ernannt.

## Schriften
- Die Plänerbildungen um Ortenburg bei Passau : mit 1 Tafel Nr. I. Leipzig : in Commission bei Wilh. Engelmann, 1881. Dissertation, Universität München, 1881
- Der Charakter Ludwig’s II. von Bayern. Leipzig, 1886 (Neuausgabe im Originaltext mit zahlreichen erklärenden Anmerkungen und biografischen Ergänzungen von Michael Fuchs, Selbstverlag, Berlin, 2014, Leseprobe)
- Professor Dr. C. Mendel in Berlin und der Hypnotismus. Leipzig 1890 (zusammen mit Carl Du Prel)
- Psychologie der Suggestion. Stuttgart: Enke, 1892 (zusammen mit Hans Schmidkunz)
- Kaffee und Kaffee-Surrogate in ihrer Bedeutung für den praktischen Arzt : eine hygienische Skizze. Leipzig: Verlag von Friedrich Fleischer, 1894
- Abriss der Geschichte der Iatrohygiene vom Altertum durchs deutsche Mittelalter bis zur Neuzeit. Wien: Moritz Perles, 1904
- The Lungs in Health and Disease. 1908 (zusammen mit Paul Niemeyer)